# Tardieu frères
Pour les articles homonymes, voir Tardieu.
Tardieu frères  est un élevage français de taureaux de combat fondé en 1951 par Lucien Tardieu à partir d'animaux de l'élevage d'Étienne Pouly. Il existe une ganadería et une manade Tardieu. La ganadería est dirigée par les fils de Lucien Tardieu, Alain et Louis. Alain a créé un autre élevage : Alain et Frédérique Tardieu situé dans la même finca. L'élevage est issu de l'encaste Carlos Núñez. 

## Historique
L'élevage d'origine a été composé, dans les premières années, avec du bétail importé du Portugal, mais aussi du bétail de Conchita Cintrón  (d'origine Villamarta) ainsi que des produits de Gamero Civico achetés par Étienne Pouly, oncle de Lucien et Louis Tardieu.
L'origine de l'élevage comporte aussi une base de Carlos Núñez. Sa devise est violet blanc et noir, ou bien bleu et vert.

## Le domaine
Le domaine s'étend sur 350 hectares dans la plaine ganadera des Costières de la Crau au Mas des Bruns et au Mas de la cour des bœufs. Il comprend 250 vaches et plusieurs sementales.
En 1990, les Tardieu achètent un lot de vaches et un étalon de José Luis Pereda, ce qui rend leurs taureaux plus solides et plus combatifs. Les animaux sont nourris avec du Foin de Crau, et au besoin on ajoute un peu de tourteaux (pianso), mais jamais de farines animales qui alourdissent le bétail et lui donnent un souffle court.
Lucien Tardieu est mort le 13 janvier 2013, à l'âge de 81 ans, avant d'avoir vu son bétail lidier une corrida le 24 mars 2013 à Vergèze. Il laisse l'élevage aux mains de ses fils Louis et Alain qui avaient pris le relais et sont toujours aux commandes des élevages « Tardieu frères », « Alain Tardieu » (origine José Luis Pereda, encaste Carlos Nuñez depuis 1990) et « Alain et Frédérique Tardieu ».